# Toiluk
Toiluk (en rus: Тойлук) és un poble del krai de Krasnoiarsk, a Rússia, que en el cens del 2010 tenia 190 habitants. Pertany al districte de Balakhtà.